# سون وون پیونگ
سون وون پیونگ (کره‌ای: 손원평)؛ زادهٔ ۱۹۷۹) یک رمان‌نویس و فیلم‌ساز اهل کره جنوبی است. او برای آثار ادبی‌اش برنده دو جایزه شده است.

## زندگی
سون وون پیونگ در سال ۱۹۷۹ در سئول به دنیا آمد. او در دانشگاه سوگانگ جامعه‌شناسی و فلسفه خواند. سون خیلی زود در سینما شروع به کار کرد و در سال ۲۰۰۱ برنده جایزه نقد فیلم را به دست آورد. او در رشته کارگردانی هم درس‌خوانده است و افزون بر ساخت چند فیلم کوتاه، نخستین فیلم بلند خود مزاحم را کارگردانی کرد. او چندین داستان، رمان و فیلمنامه هم نوشته که مشهورترین اثرش رمان بادام نام دارد.

## حرفه
او پس از کارگردانی و فیلمنامه‌نویسی موفق شد در نخستین رمان خود با نام بادام کاوشی لطیف در دنیای نوجوانان انجام دهد. سون با این رمان موفق به کسب جایزه معتبر «چانگ‌بی» در رده ادبیات داستانی جوانان شد. روزنامه وال‌استریت جورنال، رمان بادام را محکم و تکان دهنده توصیف کرده که سزاوار توجه مخاطبان گسترده از سراسر جهان است. رمان بادام در ایران ترجمه شده و یکی از ترجمه‌های این کتاب که توسط انتشارات کتاب مجازی منتشر شده به چاپ پنجاه و هشتم رسیده است.

## آثار

### ادبیات
- بادام - ۲۰۱۶
- ضد حمله سی - ۲۰۱۷
- برف در آوریل - ۲۰۱۸
- هیولا: سایه نیمروز - ۲۰۲۰ (نویسنده مشترک)
- به مادربزرگم - ۲۰۲۰ (نویسنده مشترک)

### سینما
- مزاحم - ۲۰۲۰